# 安斗乡
安斗乡，是中华人民共和国四川省阿坝藏族羌族自治州阿坝县下辖的一个乡。

## 行政区划
安斗乡下辖以下地区：
华洛村、派克村和克洼村。